# 498 Tokio
498 Tokio è un asteroide della fascia principale del diametro medio di circa 81,83 km. Scoperto nel 1902, presenta un'orbita caratterizzata da un semiasse maggiore pari a 2,6501502 UA e da un'eccentricità di 0,2252518, inclinata di 9,50451° rispetto all'eclittica.
Prende il nome dalla capitale del Giappone, Tokyo.